# Palomar (programma radiofonico)
Palomar è stato un programma radiofonico, in onda dal 1991 al 1994, e il primo di Radio3 interamente dedicato ai temi scientifici.
Il 7 ottobre 1991 va in onda la prima puntata di Palomar. Viaggio quotidiano attraverso le scienze. Il titolo prende ispirazione da Palomar di Italo Calvino. L'autrice e principale conduttrice è Rossella Panarese, la curatrice Daniela Recine.
Nel corso delle tre stagioni del programma fanno parte della redazione: Antonio Audino, Paola Bencivenga, Silvia Calandrelli, Francesca Colesanti, Paolo Conte, Stefano De Tomasso, Annalina Ferrante, Annamaria Giordano, Simone Gozzano, Daniela Jaconis, Paolo Morawski, Paola Pisani, Daniela Troncelliti, Alfredo Tutino, Guido Votano.
Alla conduzione delle puntate, insieme a Rossella Panarese, si alternano numerosi giornalisti scientifici della carta stampata e della TV, tra i quali: Romeo Bassoli (l’Unità), Piero Bianucci (La Stampa), Giovanni Caprara (Corriere della Sera), Franco Carlini (Il manifesto), Antonio Cianciullo (La Repubblica), Franco Foresta Martin (Corriere della Sera), Giuseppe Gaudenzi (Zadig), Pietro Greco (l’Unità), Daniela Minerva (l’Espresso), Enrico Pedemonte (l’Espresso), Fabio Pagan (Il Piccolo), Lorenzo Pinna (Quark), Roberto Satolli (Zadig), e Simone Gozzano (free lance).
Dalle puntate monografiche su argomenti o personaggi tra i più ascoltati del programma nascono i Quaderni di Palomar. 
Nell’autunno del 1993 il programma vince l’Oscar per la Radio, che viene consegnato dal Direttore della RAI Nadio Delai a Rossella Panarese nel corso di una cerimonia tenutasi il 19-01-1994 al Teatro delle Vittorie in Roma e ripresa da Rai 1.
A seguito di modifiche del palinsesto di Radio3 intervenute sotto la direzione di Aldo Grasso alla programmazione di Radio RAI, Palomar cambia nome e il 14 marzo 1994 si trasforma in Futura. Scienza e tecnologie, diventando uno spazio del contenitore pomeridiano intitolato On the road. Avventure e soste nello spazio e nel tempo.
Nel solco di Palomar e Futura, ma con una sempre maggiore attenzione all'attualità e in particolare alla crescita di Internet e delle nuove tecnologie digitali, prosegue il programma Duemila. Tecniche e strategie per il futuro, in onda tra il 1994 e il 1995. Condotto da Rossella Panarese, è curato da Daniela Recine, con la regia di Leopoldo Antinozzi e l’organizzazione di Antonella Senese. In redazione Beppe Croce, Claudia Di Giorgio, Silvia Calandrelli, Sergio Brancato, Massimo Gamba, Giancarlo Simoncelli, Alessandra Tocci, Alfredo Tutino, e con la collaborazione di Paolo Conte.